# 오시우 그레고리우 수도원

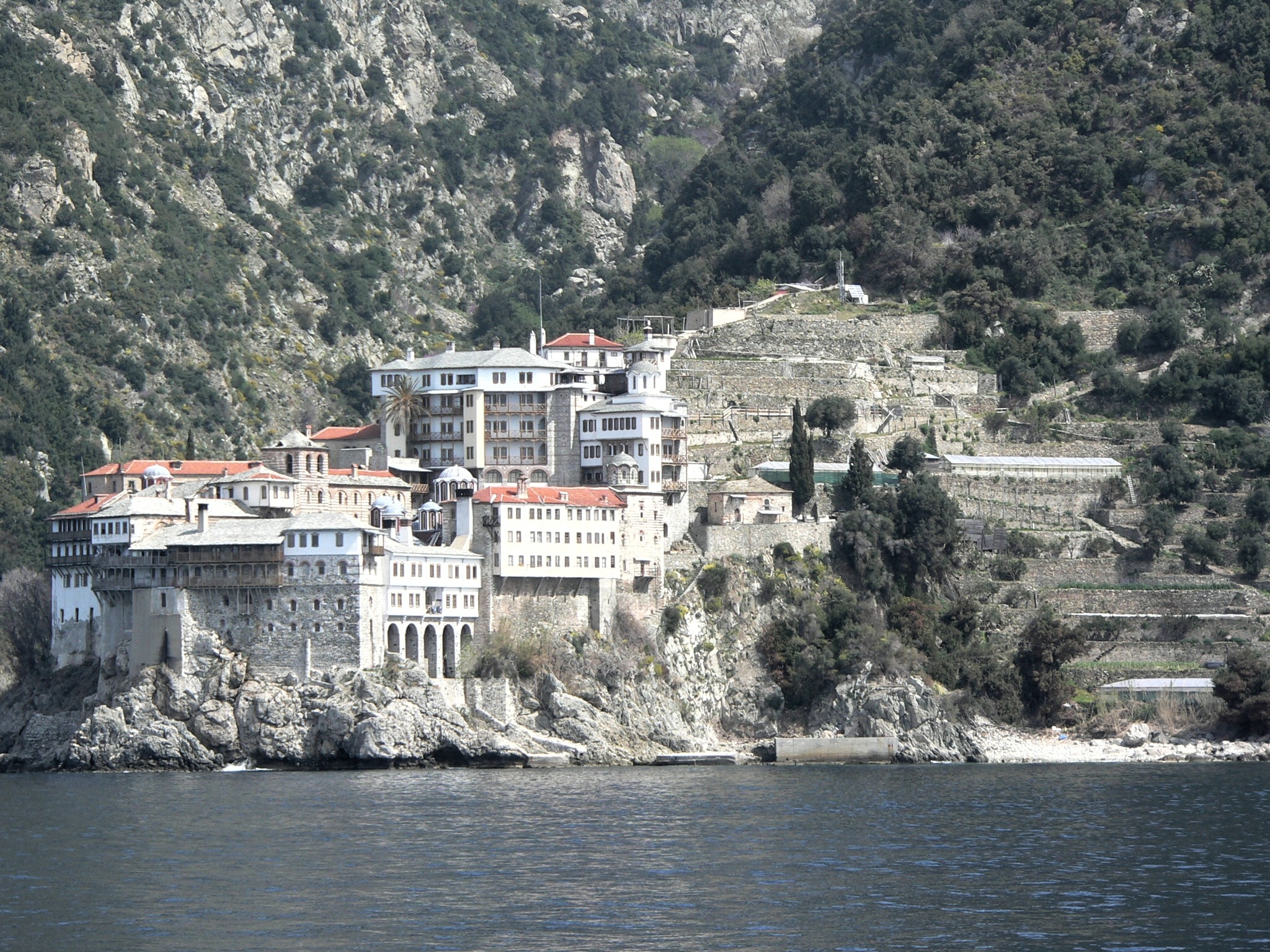
바다에서 보는 그레고리우 수도원의 전경

오시우 그레고리우 (그레고리우스의) 수도원(그리스어: Μονή Οσίου Γρηγορίου)은 그리스 아토스산의 수도원 주에 있는 동방정교회 수도원이다. 이 수도원은 아토니테 수도원들의 서열체계에서 열일곱 번째의 위계를 지닌다.
이 수도원은 아토스 반도의 남동측에 있는 바닷가에 건축되었다. 이 수도원은 성 니콜라우스에게 봉헌되었다. 1990년에 이 수도원에는 71 명의 근무 수사들이 있었다. 이 수도원은 279 권의 필사본들과 그것들 중 11권은 양피지로 필사본들 그리고 거의 6,000 권의 인쇄된 책들을 보관하고 있다.